# Відреагування
Відреагування (іноді відігравання) — реалізація дією спогадів або неусвідомлених або подавлених імпульсів і почуттів. Запроваджений Зигмундом Фрейдом незвичний вжиток дієслова «діяти» (agieren) як неперехідного було перекладено англійською мовою як «act out». З часом це прийменникове дієслово стало вживатися в англомовному світі майже виключно для позначення демонстративно поганої, деструктивної, антисоціальної поведінки, що некоректно: термін сам по собі є нейтральним, і відреагування як поведінка може виконувати корисні функції в процесі психоаналізу або мати позитивні застосування в освіті.
У терапії залежностей відреагування (сексуальна розбещеність, компульсивне переїдання, компульсивне прибирання, алкоголізм та співзалежність) протиставляється відреагуванню всередину (англ. acting in - сексуальна анорексія, харчова анорексія, компульсивні заощадження, компульсивна дієта, фобічні реакції, хламоголізм).

## Історія терміна
Сучасні психологи ведуть історію цього терміна від Зигмунда Фрейда. У своїй роботі «Згадування, повторення і проробка» (1914) Фрейд описує ситуації, в яких пацієнт витіснив пам'ять про події раннього дитинства, що призвели до поточного неврозу:
|  | Для особливого різновиду надзвичайно важливих переживань, які припали на дуже раннє дитинство і які він [пацієнт] пережив, їх не зрозумівши, але які він пізніше зрозумів та інтерпретував, збудити спогад зазвичай не вдається. … аналізований взагалі нічого не пам’ятає про забуте і витіснене, але він віддіює його. Він відтворює його не як спогад, а як дію, він повторює його – звичайно, не знаючи, що він його повторює. |

За Фрейдом, якщо у процесі переносу на психоаналітика ролі важливої для пацієнта особи почуття у рамках переносу стають ворожими або занадто сильними і відтак потребують витіснення, на місце спогадів, які, можливо, почали виринати з глибин пам'яті на початку терапії, заступає відреагування. Воно може приймати форми заведення нових любовних стосунків або придумування собі якогось заняття за межами терапії або дій щодо терапевта. Ще 1905 року Фрейд описав випадок пацієнтки, яка перервала терапію як вияв помсти до терапевта, хоча насправді хотіла помститися іншій людині у своєму житті. Ненсі Мак-Уільямс описувала випадок, коли пацієнтка завела собі коханку на ім'я Ненсі через декілька тижнів після того, як розпочати терапію з нею.

## Як захисний механізм[10]
Пізніше термін став застосовуватися для опису поведінки, яка випливає з підсвідомого прагнення реалізувати приховані почуття і бажання, зменшити тиск, пов'язаний зі страхами і тривожністю, різноманітними фантазіями і травматичними спогадами. В цьому контексті відреагування стало розглядатися як захисний механізм, асоційований з психологічними проблемами різного рівня – від повсякденних (які можуть виявлятися у поведінці, яка спричиняє неприємні результати, але нікому навіть не здасться достатньою для запідозрення психічного розладу) до клінічних.
Як приклад відреагування у загалом здорової людини Ненсі Мак-Уільямс описувала випадок жінки, яка навмисно розповідала своєму чоловікові, який відрізнявся надзвичайною економністю, про здійснені нею нерозумні витрати. Вона робила це якраз тоді, коли відносини у шлюбі покращувалися, і ця провокація, природно, спричиняла сварку. В процесі терапії з'ясувалося, що ще у дитинстві, спостерігаючи за нападами гніву у свого батька, вона дійшла висновку, що якщо все в родині йде добре, це ненадовго. У спілкуванні з чоловіком вона пришвидшувала настання кризової ситуації за принципом «швидше почнемо — швидше закінчимо», несвідомо бажаючи якнайшвидшого відновлення миру в родині. Насправді, з погляду її чоловіка, вона радше спричиняла біль, ніж сприяла відновленню миру.
Однак відреагування може зустрічатися також у контексті:
- обсесивно-компульсивних розладів (люди, що на них страждають, за визначенням транслюють внутрішній тиск у дію),
- манії (маніакальна фаза маніакально-депресивного психозу може проявлятися в актах ексгібіціонізму, зґвалтування або встановлення авторитарного контролю);
- мазохізму (за визначенням мазохізм є вчиненням дій, шкідливих для себе, або вольовим відкриванням себе до таких дій з боку іншої людини);
- психопатії (психопат може раз за разом повторювати складний патерн маніпуляції, вчиняючи певні дії щодо жертви).

Мак-Уільямс не вважає такі феномени, як садизм, мазохізм, ексгібіціонізм і вуаєризм (що їх зараховують до класів поведінки, що є відреагуванням, якщо вони мають підсвідому мотивацію), самі по собі поганими або шкідливими, зазначаючи, що елементи і слабкі вирази цих нахилів присутні у багатьох людей (садизм — домінування, мазохізм — самопожертва, ексгібіціонізм і вуаєризм — бажання показати себе і цікавість до інших людей). Втім, ці феномени та відреагування в їхньому контексті належать до захисних механізмів тоді, коли вони мотивовані неусвідомленим і несформульованим страхом або іншими негативними почуттями.

## У дітях
Відреагування у дітей може набувати форми істерик. Ця поведінка може бути спробою дитини виразити те, для чого вона ще не має слів. Саме цей характер відреагування як превербальної поведінки змусила Ненсі Мак-Уільямс змінити категоризацію відреагування з вторинного (складнішого) захисного механізму на первинний (примітивний).

## Як спосіб згадування
Вище згадувалося, що у психоаналізі відреагування є заміною згадування у ситуаціях, коли пам'ять про щось витіснена. Англійський психолог Чарлз Райкрофт у своєму «Критичному словнику психоаналізу» через це називав відреагування «антитерапевтичним», тобто таким, що заважає терапії; феномен відреагування він розглядав як характерний для психопатії і поведінкових розладів.
Водночас сучасні дослідження у галузі когнітивної науки показують, що відреагування якоїсь події є ефективнішим прийомом для згадування, ніж інші способи.